# Almanjanec
El  almanjanec  (de l'àrab and. "Almanganíq") era una màquina de guerra utilitzada per llançar grans pedres, de més de 500 kg de pes, amb la finalitat de destruir les muralles o merlets dels castells enemics.
El seu funcionament estava basat en el sistema de palanca, amb un braç llarg amb l'eix descentrat en el seu extrem hi havia un contrapès, els més sofisticats tenien sistemes de reenviament mitjançant politges. Habitualment eren senzills i es construïen al peu de les muralles a enderrocar: disparaven els projectils en trajectòria baixa i no aconseguien gran alçada, de manera que les pedres disparades colpejaven contra les muralles, en lloc de volar sobre elles i caure a l'interior del recinte.
Alguns almanjanecs es va usar en el setge de Lleó en 846. Un gran almanjanec va ser utilitzat per Abd-ar-Rahman III en el setge al castell de Juviles, en les Alpujarras de Granada, amb el que va bombardejar amb projectils de pedra sense parar el castell, fins a aconseguir al cap de 15 dies la rendició d'aquest, un altre fou usat per Jaume I el Conqueridor durant la Segona revolta nobiliària.